# Отология

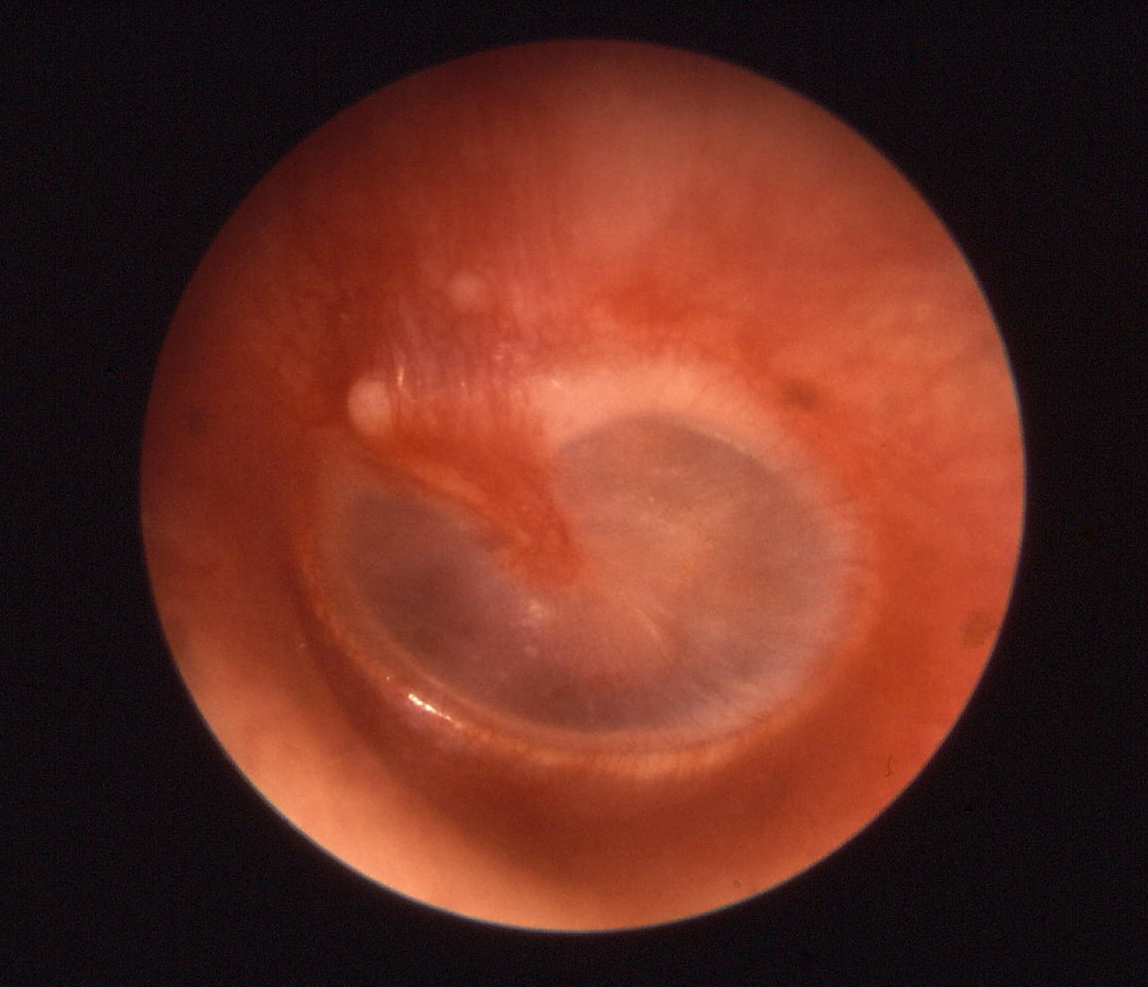
Осмотр уха отиатрическим прибором

Отоло́гия (отиатрия) — раздел медицины, изучающий анатомию, физиологию и патологию наружного, среднего и внутреннего уха (в т.ч. вестибулярного аппарата), а также диагностику и лечение заболеваний этого органа.
Некоторые проблемы в этой отрасли включает:
- Идентификация основных механизмов болезни Меньера
- Поиски причин тиннитуса и разработка лечебных методов.
- Определение развития и прогрессирования отита.
- Изучение обработки сигналов в кохлеарном имплантате пациента.

К известным отологам относятся Дело Николас, Адам Политцер (один из основоположников), Жан-Марк-Гаспар Итар (автор ряда инструментов) и другие.